# (10095) Carlloewe
(10095) Carlloewe – planetoida z pasa głównego planetoid okrążająca Słońce w ciągu 5 lat i 75 dni w średniej odległości 3 j.a. Została odkryta 9 września 1991 roku w Obserwatorium Karla Schwarzschilda w Tautenburgu przez Freimuta Börngena i Lutza Schmadela. Nazwa planetoidy pochodzi od Carla Loewe (1796-1869), niemieckiego kompozytora. Przed nadaniem nazwy planetoida nosiła oznaczenie tymczasowe (10095) 1991 RP2.
W latach 1999–2009 planetoida nosiła nazwę (10095) Johannlöwe. Johann było pierwszym imieniem kompozytora, którego jednak ten nie używał.